# Chapelle Saint-Stanislas de Delft
 (mai 2024).
La  chapelle Saint-Stanislas (en néerlandais: Sint-Stanislaskapel ) est un édifice religieux catholique sis au Westplantsoen, dans la ville de Delft, aux Pays-Bas. Construite en 1955 la chapelle est rattachée au collège Stanislas adjacent dont elle faisait partie. Elle est desservie par des Pères jésuites.

## Histoire
En 1948, les Jésuites ouvrent le collège Stanislas à Delft. Comme le veut la tradition, un édifice religieux lui est bientôt adjoint, pour les activités pastorales et spirituelles des élèves. La première pierre de la chapelle fut posée le 21 juin 1955. Un an et demi plus tard, le 13 novembre 1956 - fête liturgique du jeune saint jésuite Stanislas Kostka - elle fut consacrée par Martinus Jansen (nl), premier évêque de Rotterdam. 
L'architecte de la chapelle, conçue dans le style de la Bossche School (école de Bois-le-Duc), en était Jan van der Laan.

## Galerie

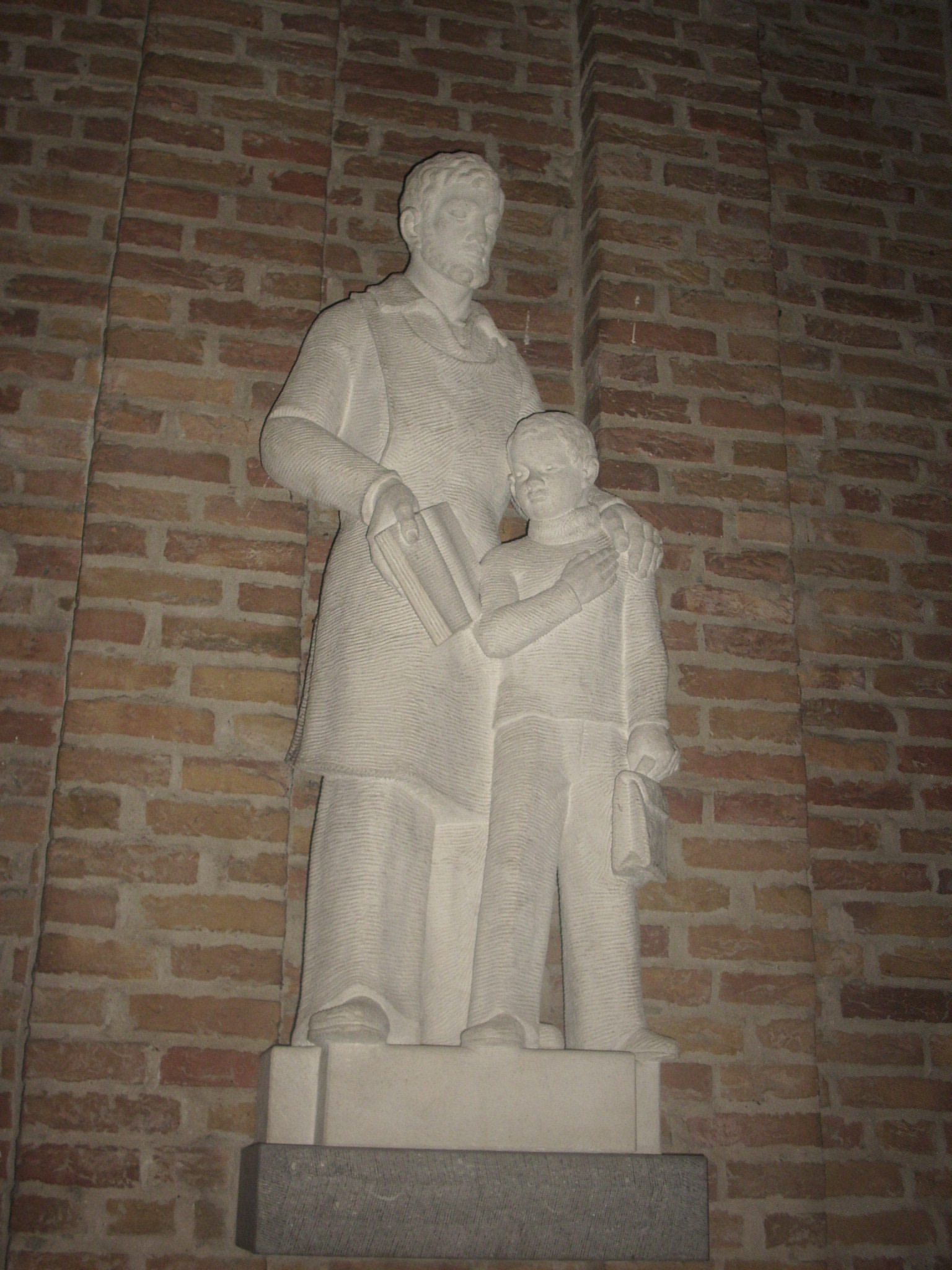
Saint Joseph et un élève
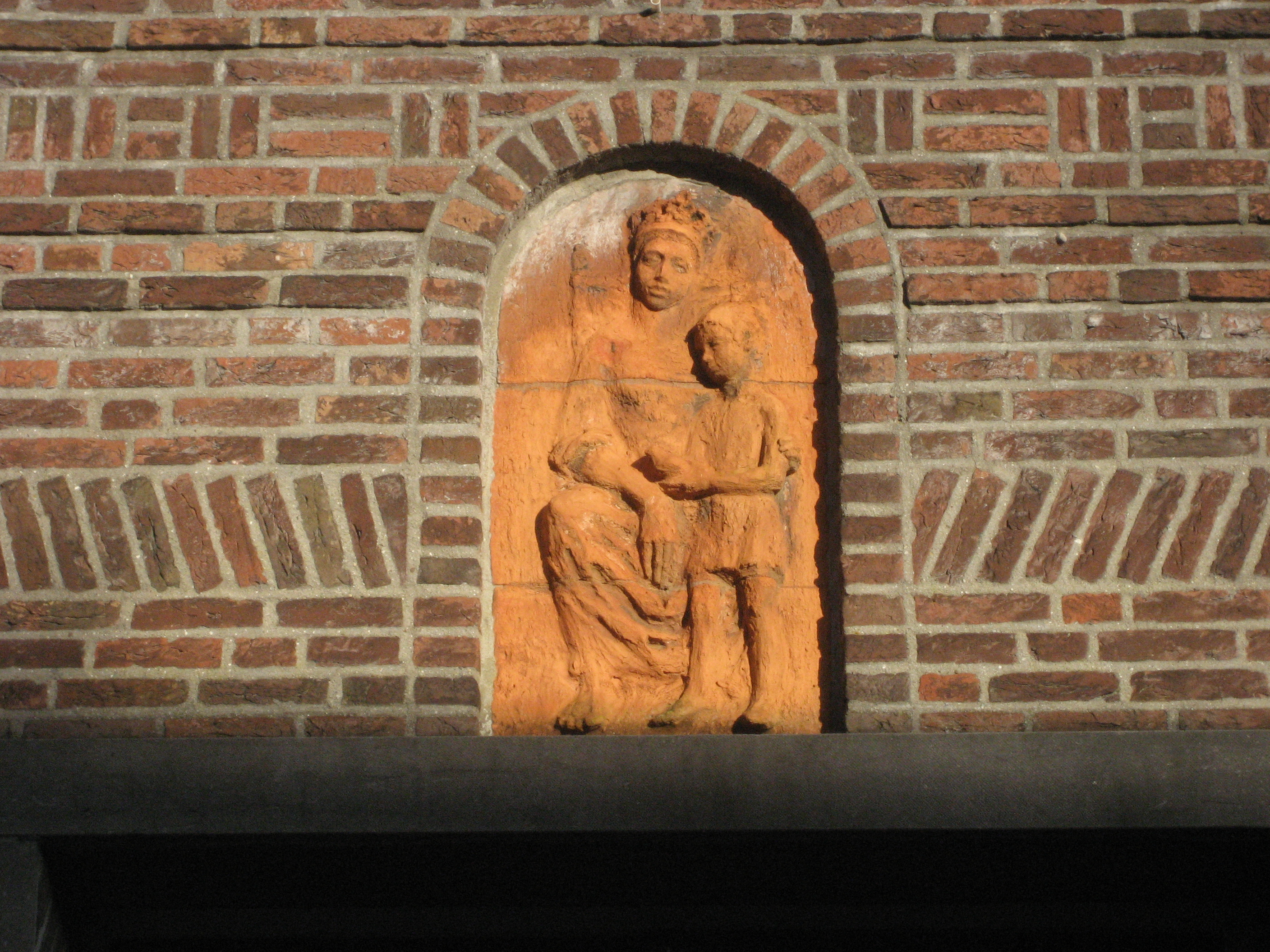
(au-dessus de la porte d'entrée) Marie et un élève (artiste: Jan Kistemaker)
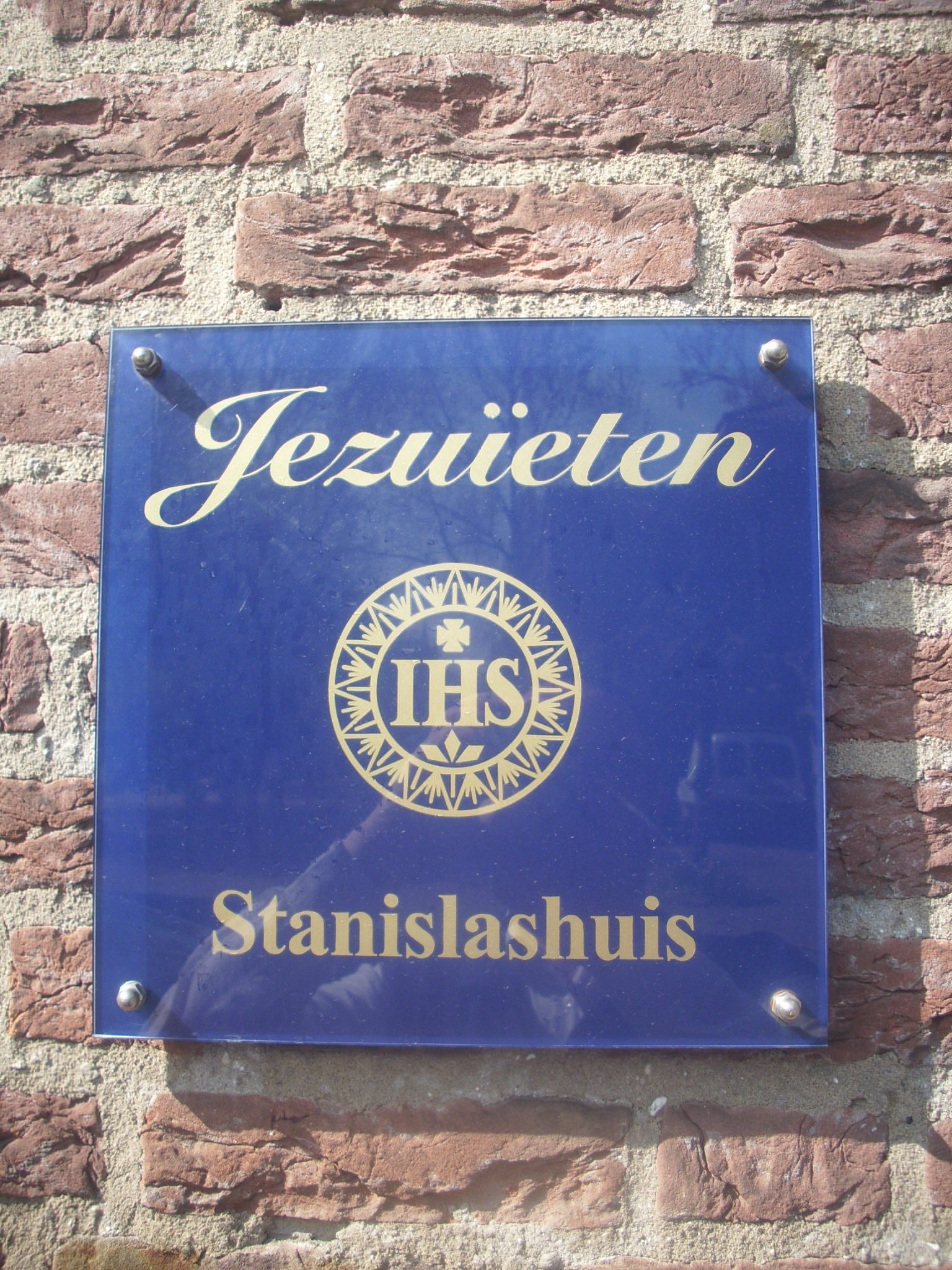
Plaque de la maison des Jésuites
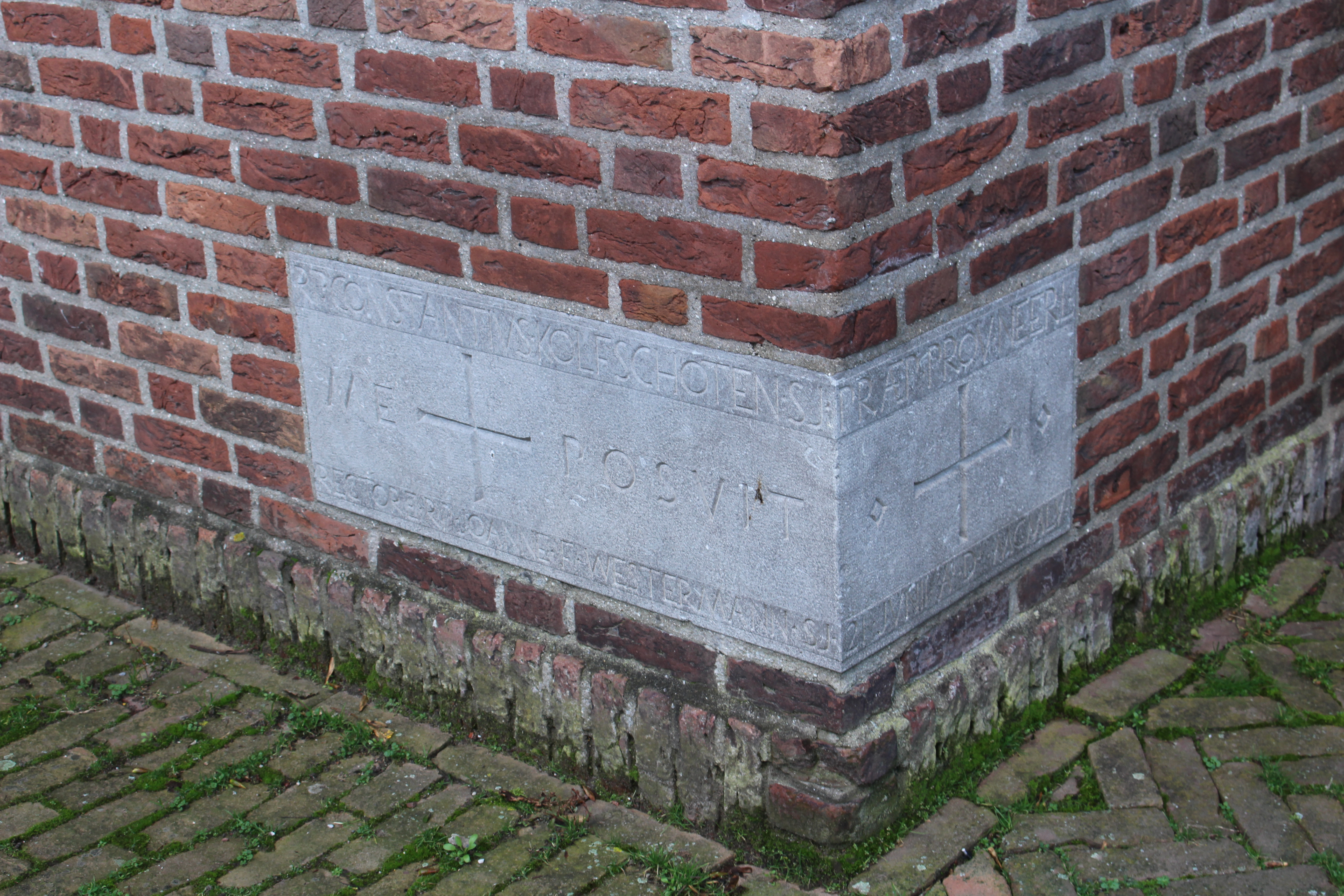
Première pierre (25 juin 1955)
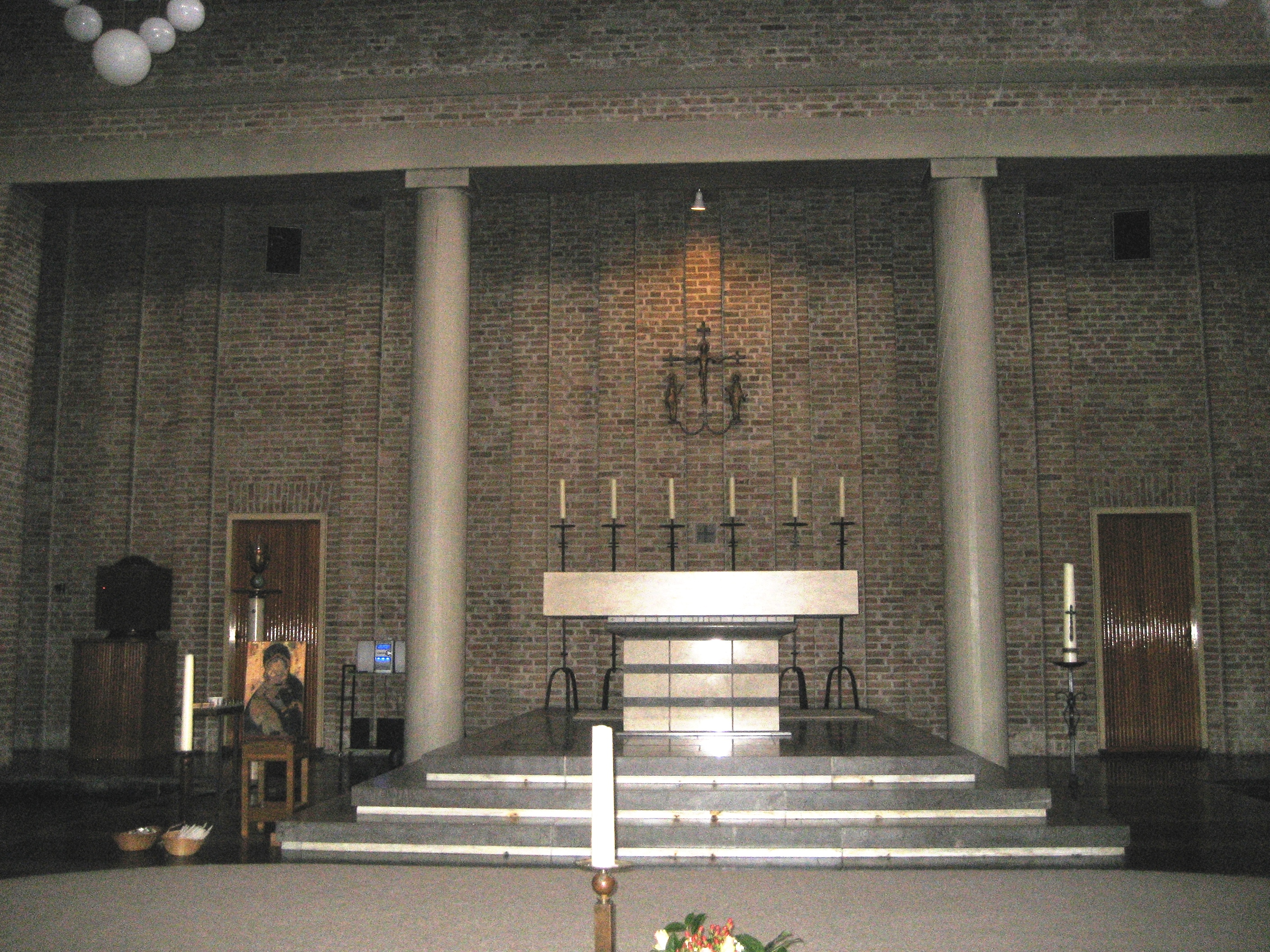
Sanctuaire